# Нощта на игуаната
Нощта на игуаната (на английски: The Night of the Iguana) е сценична постановка, написана от американския писател и драматург Тенеси Уилямс, въз основа на неговия разказ от 1948 година.
Първата постановка като едноактна пиеса е създадена през 1959 г., Уилямс я превръща в пълнометражна пиеса през следващите две години, поставяйки две различни версии през 1959 и 1960 г., преди да направи триактната версия на текста, премиерата на която се състои на Бродуей през 1961 г. Направени са две филмови адаптации, включително спечелилият Оскар филм от 1964 г., режисиран от Джон Хюстън, с участието на Ричард Бъртън, Ава Гарднър и Дебора Кар. Другият е хърватското производство от 2000 година.